# Liste des conseillers régionaux de la Corrèze
Jusqu'en 2015, le département de la Corrèze élit 15 des 43 conseillers régionaux qui composent l'assemblée du Conseil régional du Limousin. Depuis 2015, il élit 8 des 183 conseillers régionaux de l'assemblée du Conseil régional de Nouvelle-Aquitaine.

## Mandature 2021-2028
| Liste        | Nom              |  | Parti          |
| ------------ | ---------------- |  | -------------- |
| PS et alliés | Philippe Nauche  |  | PS             |
| PS et alliés | Anabelle Reydy   |  | DVG (app. PCF) |
| PS et alliés | Pascal Cavitte   |  | PS             |
| PS et alliés | Françoise Serre  |  | PS             |
| LR           | Pascal Coste     |  | LR             |
| LR           | Sandra Delibit   |  | LR             |
| EÉLV         | Amandine Dewaele |  | EÉLV           |
| RN           | Valéry Élophe    |  | RN             |

## Mandature 2015-2021

### Début de mandature
| Liste               | Nom                          |  | Parti |
| ------------------- | ---------------------------- |  | ----- |
| PS et alliés + EELV | Philippe Nauche              |  | PS    |
| PS et alliés + EELV | Nathalie Delcouderc-Julliard |  | PS    |
| PS et alliés + EELV | Pascal Cavitte               |  | PS    |
| PS et alliés + EELV | Laurent Lenoir               |  | PS    |
| PS et alliés + EELV | Mümine Ozsoy                 |  | EÉLV  |
| Droite et centre    | Christophe Patier            |  | UDI   |
| Droite et centre    | Françoise Béziat             |  | LR    |
| FN                  | Agnès Tarasso                |  | FN    |

### Fin de mandature
| Liste               | Nom                          |  | Parti |
| ------------------- | ---------------------------- |  | ----- |
| PS et alliés + EELV | Philippe Nauche              |  | PS    |
| PS et alliés + EELV | Nathalie Delcouderc-Julliard |  | PS    |
| PS et alliés + EELV | Pascal Cavitte               |  | PS    |
| PS et alliés + EELV | Shamira Kasri                |  | DVG   |
| PS et alliés + EELV | Mümine Ozsoy                 |  | ÉCO   |
| Droite et centre    | Christophe Patier            |  | LR    |
| Droite et centre    | Françoise Béziat             |  | LR    |
| FN                  | José Dinucci                 |  | RN    |

## Mandature 2010-2015

### Début de mandature
| Liste                    | Nom                          |  | Parti |
| ------------------------ | ---------------------------- |  | ----- |
| Limousin Terre de gauche | Véronique Momenteau          |  | NPA   |
| Limousin Terre de gauche | Christian Audouin            |  | PCF   |
| Limousin Terre d'avenir  | Patricia Bordas              |  | PS    |
| Limousin Terre d'avenir  | Bernard Roux                 |  | PS    |
| Limousin Terre d'avenir  | Nathalie Delcouderc-Julliard |  | PS    |
| Limousin Terre d'avenir  | Marc Horvat                  |  | EÉ    |
| Limousin Terre d'avenir  | Christèle Coursat            |  | PS    |
| Limousin Terre d'avenir  | Claude Trémouille            |  | PS    |
| Limousin Terre d'avenir  | Shamira Kasri                |  | PS    |
| Limousin Terre d'avenir  | Alain Lagarde                |  | PS    |
| Limousin Terre d'avenir  | Michèle Reliat               |  | PS    |
| Majorité présidentielle  | Francis Comby                |  | UMP   |
| Majorité présidentielle  | Frédérique Meunier           |  | PR    |
| Majorité présidentielle  | Jean-Pierre Tronche          |  | UMP   |
| Majorité présidentielle  | Françoise Beziat             |  | UMP   |

### Fin de mandature
| Liste                    | Nom                          |  | Parti |
| ------------------------ | ---------------------------- |  | ----- |
| Limousin Terre de gauche | Véronique Momenteau          |  | GA    |
| Limousin Terre de gauche | Christian Audouin            |  | PCF   |
| Limousin Terre d'avenir  | Patrick Trannoy              |  | PS    |
| Limousin Terre d'avenir  | Bernard Roux                 |  | PS    |
| Limousin Terre d'avenir  | Nathalie Delcouderc-Julliard |  | PS    |
| Limousin Terre d'avenir  | Marc Horvat                  |  | EÉ    |
| Limousin Terre d'avenir  | Christèle Coursat            |  | PS    |
| Limousin Terre d'avenir  | Claude Trémouille            |  | PS    |
| Limousin Terre d'avenir  | Shamira Kasri                |  | PS    |
| Limousin Terre d'avenir  | Alain Lagarde                |  | PS    |
| Limousin Terre d'avenir  | Michèle Reliat               |  | PS    |
| Majorité présidentielle  | Frédéric Vergne              |  | LR    |
| Majorité présidentielle  | Dominique Noailletas         |  | LR    |
| Majorité présidentielle  | Jean-Pierre Tronche          |  | LR    |
| Majorité présidentielle  | Françoise Beziat             |  | LR    |

## Mandature 2004-2010
| Liste              | Nom                          |  | Parti |
| ------------------ | ---------------------------- |  | ----- |
| Union de la gauche | Claudine Labrunie            |  | PS    |
| Union de la gauche | Martine Leclerc              |  | PS    |
| Union de la gauche | André Pamboutzoglou          |  | PCF   |
| Union de la gauche | Jean-Claude Darmengeat       |  | PS    |
| Union de la gauche | Christian Audouin            |  | PCF   |
| Union de la gauche | Claude Trémouille            |  | PS    |
| Union de la gauche | Henry Bassaler               |  | PS    |
| Union de la gauche | Nathalie Delcouderc-Julliard |  | PS    |
| Union de la gauche | Dominique Grador             |  | PCF   |
| Union de la gauche | Murriel Padovani-Lorioux     |  | Verts |
| UMP / UDF          | Gérard de Pablo              |  | UMP   |
| UMP / UDF          | Dominique Pimont             |  | UMP   |
| UMP / UDF          | Laurent Chastagnol           |  | UMP   |
| UMP / UDF          | Jean-Claude Deschamps        |  | UDF   |
| UMP / UDF          | Christiane Domenech          |  | UMP   |